# Komiks internetowy
Komiks internetowy (ang. webcomic), także: komiks sieciowy lub e-komiks – odmiana komiksu publikowana w sieci. Niektóre komiksy internetowe są później wydawane w formie papierowych zeszytów lub albumów.

## Rys historyczny
Pierwsze komiksy pojawiły się w Internecie już w 1992 roku (Doctor Fun, Where the Buffalo Roam) – były to jednak wydawnictwa dostępne wcześniej w wydaniach papierowych. W 1995 ukazały się natomiast pierwsze komiksy dostępne wyłącznie w Internecie (Argon Zark!, Kevin and Kell).
W dwudziestym wieku wiele komiksów anglojęzycznych zdobyło dużą popularność – często ich autorzy czerpią zyski z wydań zbiorczych, czy gadżetów związanych z komiksami; niektóre zyskują nieoficjalne tłumaczenia na inne języki. Należą do nich m.in. Girl Genius, Schlock Mercenary, The Order of the Stick, xkcd, Gone with the Blastwave.

### Komiksy polskojęzyczne
W polskim internecie pierwsze wydawnictwa tego typu pojawiły się na początku XXI wieku – pionierami polskiej sceny byli twórcy takich komiksów jak Pvek, Komix, czy Rroarr. Były to jednak początkowo komiksy znane głównie w wąskich kręgach. Wielką popularność zdobył powstały w 2004 roku komiks Losux autorstwa PFreaka. Cieszył się dużą sławą wśród licealistów i studentów – osób w przeważającej części niezainteresowanych wcześniej zjawiskiem komiksu internetowego. Sukces tego komiksu spowodował wysyp całej rzeszy nowych amatorskich wydawnictw, o bardzo zróżnicowanym poziomie artystycznym. Wiele z nich nie przetrwało próby czasu.
W 2004 roku nakładem krakowskiego wydawnictwa „Atropos” ukazała się (w formie papierowej) antologia polskiego komiksu internetowego „Komiks w Sieci” zawierająca prace autorów, takich jak: Agata „Endo” Nowicka, Bartek „Belle” Felczak, Dominik „Enenek” Zacharski, Tomasz „Wuteter” Harczuk, Ernesto Gonzales, Jacek Karaszewski, i innych. Posłowie do albumu pod redakcją Artura Wabika napisał Bartosz Kurc.
Polska scena komiksu internetowego stale się rozwija, powstaje wiele nowych tytułów. Część z nich dość szybko upada na skutek niewielkiego zaangażowania twórców w ich własne projekty; najlepszym publikacjom udaje się jednak przetrwać. Podejmowane są próby integracji polskiej sceny webkomiksowej – od września 2005 odbywają się Bitwy komiksowe, czyli rysownicze starcia autorów najpopularniejszych polskich komiksów sieciowych. W lutym 2006 roku z inicjatywy godai’ego, znanego z komiksu Co mówiłem, durniu? oraz kmh, jednego z twórców Ke?, powstało Polskie Centrum WebKomiksu. Można w nim znaleźć bogatą bazę komiksów polskich i zagranicznych.

## Cechy komiksu internetowego
- debiut po raz pierwszy w sieci. Komiks który został opublikowany po raz pierwszy w gazecie albo w formie albumu, a potem został udostępniony w sieci nie jest uznawany za „komiks internetowy”, tylko za „komiks dostępny w Internecie”
- dostępność wyłącznie w internecie, chociaż zdarza się coraz częściej wydawanie komiksów internetowych w formie samodzielnych albumów bądź antologii.
- przedsięwzięcie niekomercyjne, pozostające zazwyczaj w ramach hobby autora – niewielu twórców komiksów internetowych utrzymuje się wyłącznie z rysowania. Zdarza się, że webkomiksy tworzą uznani autorzy komiksów tradycyjnych, jak np. Marek Turek i jego Raptularz Deliryczny
- przeważnie darmowy dostęp dla wszystkich czytelników.
- nieograniczona swoboda wypowiedzi, zarówno twórczej, jak i merytorycznej – autor jest niezależny od wydawcy (ani od nikogo innego), ogranicza go wyłącznie jego własny talent i autocenzura.
- szybkość w reakcji na bieżące wydarzenia – twórca komiksu internetowego może znacznie szybciej skomentować otaczającą go rzeczywistość (i opublikować swój komentarz) niż autor przywiązany do tradycyjnej formy.
- duży stopień kooperacji pomiędzy twórcami różnych tytułów (gościnne odcinki, wiele wspólnych projektów).

## Gatunki
W zasadzie gatunki komiksów internetowych nie odbiegają od tych typowych dla tradycyjnej formy komiksowej – w obydwu tych nośnikach występują powszechnie takie formy jak komiks obyczajowy, romans, komiks sensacyjny itp. Pewne gatunki jednak można częściej spotkać w wydawnictwach sieciowych, prawdopodobnie ze względu na ogromną swobodę możliwości publikacji. Są to m.in.
- blog komiksowy (blog graficzny) – gatunek właściwie niespotykany poza Internetem. Istnieją kontrowersje co do klasyfikacji tego typu produkcji jako oddzielnego komiksu. To blog, w którym autor wprowadza swoje wpisy w formie graficznej bądź graficzno-tekstowej – zazwyczaj są to jednopanelowe obrazki, czasem uzupełnione o refleksję twórcy, rzadko składające się na bardziej złożoną i spójną fabułę. Jednopanelowy obrazek zazwyczaj nie tworzy akcji, jednakże sekwencyjność pojawiania się kolejnych wpisów może tę akcję stworzyć, co pozwala uznać „blog komiksowy” za nowy gatunek komiksu. Przykładem może być Komix autorstwa Endo. Bloga komiksowego nie należy mylić z komiksami internetowymi publikowanymi technicznie w formie blogów, które jednak posiadają stałą linię fabularną a poszczególne odcinki składają się z większej ilości paneli (np. Roar). Amerykański twórca Randall Munroe tworzy komiks xkcd należący do pierwszej z tych kategorii i blog What if? należący do drugiej.
- fan-comic – komiks tworzony przez wielbicieli konkretnego dzieła kulturowego (film, komiks, serial, gra komputerowa), prezentujący alternatywną wersję przygód ulubionych bohaterów. Ponieważ twórcy oryginalnych dzieł posiadają prawa autorskie do danych postaci, legalne tworzenie komiksów fanowskich jest utrudnione. Do tej grupy można zaliczyć np. komiks Darths & Droids będący parodią Gwiezdnych wojen i komiksem gamingowym.
- sprite comic – komiks tworzony na podstawie gotowych lub przeedytowanych obrazków bohaterów z dwuwymiarowych gier komputerowych (np. Mario, Sonic, Mega Man, Metroid, Kirby). Przykłady: 8 Bit Theatre
- gaming comic – komiks o grach komputerowych bądź o graczach – dość hermetyczny środowiskowo i przez to niezrozumiały dla laików. Występuje również w tradycyjnej formie papierowej (najczęściej publikowany w prasie komputerowej), jednakże papierowe „gaming comics” cieszą się znacznie mniejszą popularnością niż ich internetowe odpowiedniki. Przykłady: Penny Arcade, Ctrl+Alt+Del, VG Cats, Player vs. Player, The Order of the Stick.